# タイラー・フィリップス
タイラー・ニコラス・フィリップス（Tyler Nicholas Phillips, 1997年10月27日 - ）はアメリカ合衆国ニュージャージー州バーリントン郡ランバートン出身のプロ野球選手（投手）。右投右打。MLBのマイアミ・マーリンズ所属。

## 経歴

### プロ入りとレンジャーズ傘下時代
2015年のMLBドラフト16巡目（全体468位）でテキサス・レンジャーズから指名され、プロ入り。契約後、傘下のルーキー級アリゾナリーグ・レンジャーズでプロデビュー。13試合に登板して0勝1敗1セーブ、防御率3.60、10奪三振を記録した。
2016年はA-級スポケーン・インディアンスでプレーし、13試合に先発登板して4勝7敗、防御率6.44、57奪三振を記録した。
2017年はA-級スポケーンとA級ヒッコリー・クロウダッズでプレーし、2球団合計で20試合（先発17試合）に登板して5勝4敗、防御率4.21、93奪三振を記録した。
2018年はA級ヒッコリーとA+級ダウンイースト・ウッドダックスでプレーし、2球団合計で23試合に先発登板して12勝5敗、防御率2.64、127奪三振を記録した。
2019年はA+級ダウンイーストとAA級フリスコ・ラフライダーズでプレーし、2球団合計で24試合（先発22試合）に登板して9勝11敗、防御率3.71、102奪三振を記録した。オフの11月20日にルール・ファイブ・ドラフトでの流出を防ぐために40人枠入りした。
2020年はCOVID-19の影響でマイナーリーグの試合が開催されず、メジャーにも昇格しなかったため、公式戦の登板は無かった。
2021年、レンジャーズ傘下ではAA級フリスコとAAA級ラウンドロック・エクスプレスでプレーしていたが、7月17日にDFAとなった。

### フィリーズ時代
2021年7月24日にウェイバー公示を経てフィラデルフィア・フィリーズへ移籍した。移籍後は傘下のA+級ジャージーショア・ブルークロウズとAA級レディング・ファイティン・フィルズでプレーし、移籍前を含めた4球団合計で15試合（先発14試合）に登板して1勝5敗、防御率6.13、41奪三振を記録した。9月20日にDFA、翌21日に自由契約となったが、11月6日にマイナー契約で再契約を結んだ。シーズン終了後には右肘のトミー・ジョン手術を受けている。
2022年は前年の手術の影響もあり、全休した。
2023年は2年ぶりに公式戦復帰を果たした。AA級レディングとAAA級リーハイバレー・アイアンピッグスでプレーし、2球団合計で26試合（先発25試合）に登板して4勝7敗、防御率4.92、110奪三振を記録した。
2024年はAAA級リーハイバレーで開幕を迎えた。7月5日にメジャー契約を結んでアクティブ・ロースター入りし、メジャーデビューとなった7日のアトランタ・ブレーブス戦では4回を1失点（1被本塁打）の投球であった。その後は8月17日までの間、6試合に登板した。同日にタイラー・ギルバートの昇格に伴って1度マイナーに降格となるも、9月1日にセプテンバー・コールアップでメジャー再昇格を果たし、3日のトロント・ブルージェイズ戦に先発登板。この試合では0.2イニングを6失点（2被本塁打）と打ち込まれ、翌4日にニック・ネルソンと共にAAA級リーハイバレーに再度降格となった。それ以降はMLB昇格の機会が無いまま、シーズンを終えた。この年は最終的に8試合（中継ぎ1試合）に登板して4勝1敗、防御率6.87、28奪三振を記録した。翌2025年3月23日にカルロス・ヘルナンデスを獲得したことに伴い、DFAとなった。

### マーリンズ時代
2025年3月26日に、金銭トレードでマイアミ・マーリンズへ移籍した。

## 詳細情報

### 年度別投手成績
| 年 度    | 球 団    | 登 板 | 先 発 | 完 投 | 完 封 | 無 四 球 | 勝 利 | 敗 戦 | セ 丨 ブ | ホ 丨 ル ド | 勝 率 | 打 者 | 投 球 回 | 被 安 打 | 被 本 塁 打 | 与 四 球 | 敬 遠 | 与 死 球 | 奪 三 振 | 暴 投 | ボ 丨 ク | 失 点 | 自 責 点 | 防 御 率 | W H I P |
| -------- | -------- | ----- | ----- | ----- | ----- | -------- | ----- | ----- | -------- | ----------- | ----- | ----- | -------- | -------- | ----------- | -------- | ----- | -------- | -------- | ----- | -------- | ----- | -------- | -------- | ------- |
| 2024     | PHI      | 8     | 7     | 0     | 0     | 0        | 4     | 1     | 0        | 0           | .800  | 160   | 36.2     | 45       | 9           | 7        | 0     | 2        | 28       | 0     | 0        | 28    | 28       | 6.87     | 1.42    |
| MLB：1年 | MLB：1年 | 8     | 7     | 0     | 0     | 0        | 4     | 1     | 0        | 0           | .800  | 160   | 36.2     | 45       | 9           | 7        | 0     | 2        | 28       | 0     | 0        | 28    | 28       | 6.87     | 1.42    |

- 2024年度シーズン終了時

### 背番号
- 48（2024年）
- 30（2025年 - ）